# Lionel de Rothschild

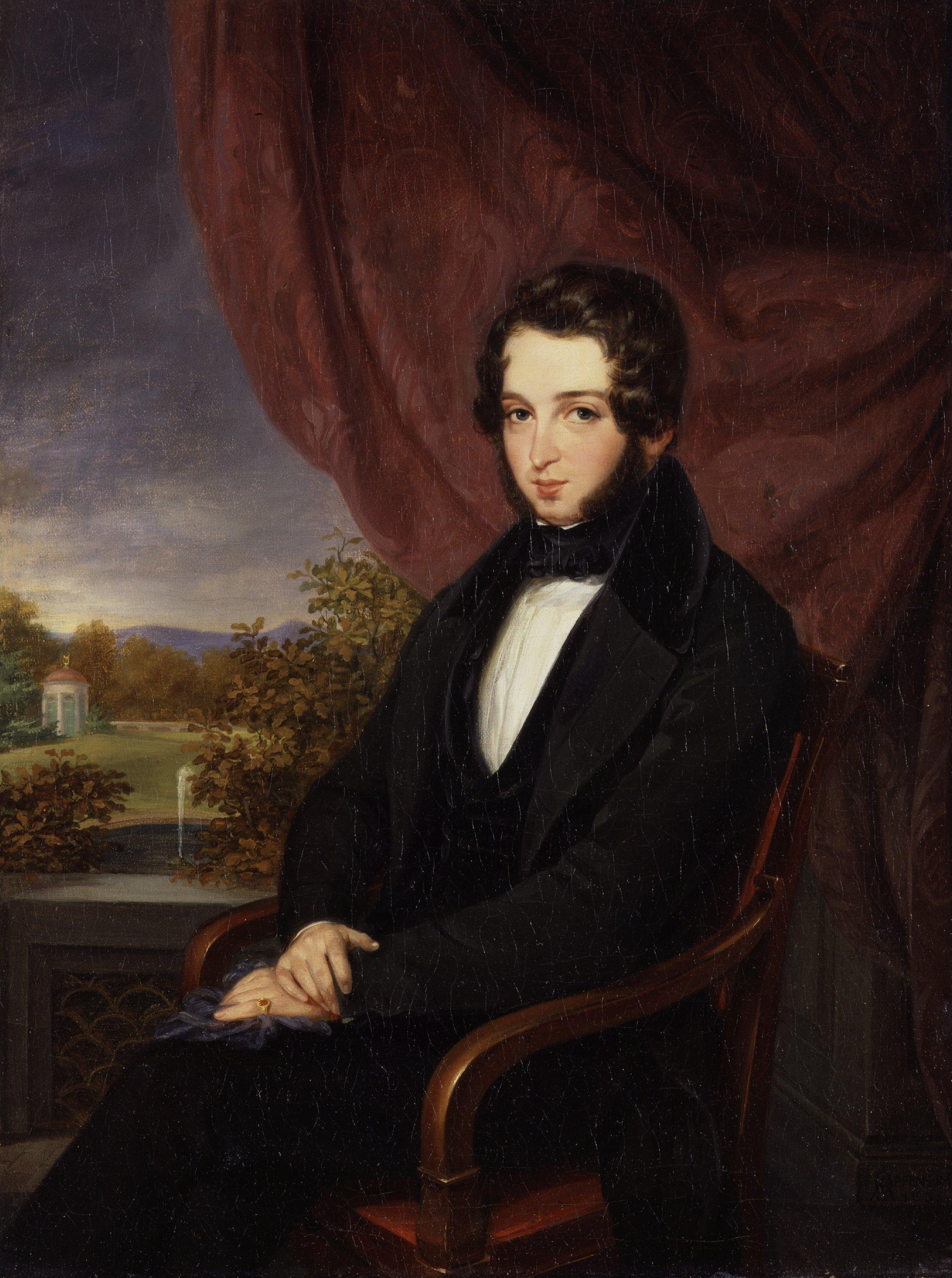
Lionel de Rothschild, 1835 gemalt von Moritz Daniel Oppenheim

Lionel Nathan Baron de Rothschild (* 22. November 1808 in London; † 3. Juni 1879 ebenda) war ein britischer Bankier und Politiker. Er war das erste jüdische Mitglied des britischen House of Commons.

## Leben
Lionel de Rothschild entstammte der Familie Rothschild; er war der älteste Sohn von Nathan Mayer Freiherr von Rothschild und Hanna Barent Cohen. Er studierte an der Universität Göttingen, bevor er als Lehrling in den Banken der Familie Rothschild in London, Paris und Frankfurt arbeitete. 
Am 16. Juni 1838 erteilte ihm, als britischem Untertan, Königin Victoria die Erlaubnis, den kaiserlich-österreichischen Freiherren-Titel seines 1836 verstorbenen Vaters zu führen.
Während der Großen Hungersnot in Irland trug er 1847/48 wesentlich zu einer internationalen Spendenaktion für die irische Bevölkerung bei. Er war einer der Gründer der Britischen Wohlfahrtsorganisation für Irland und die schottischen Highlands (BRA).
Als einer der vier Abgeordneten für die City of London gewann er bei den allgemeinen Parlamentswahlen 1847 einen Sitz im House of Commons. Zu diesem Zeitpunkt war es Juden noch unmöglich, dem Parlament anzugehören, da der Amtseid explizit christlich war. Andere jüdische Politiker waren daher vor ihrer Wahl zum Christentum konvertiert. Der liberale Premierminister John Russel brachte die Jewish Disabilities Bill ins Parlament ein, um den Eid zu ändern. Das House of Commons nahm das Gesetz 1848 an, das House of Lords lehnte es jedoch zweimal ab. 1849 lehnte das House of Lords das Gesetz wiederum ab. Um seine Position zu stärken, trat Rothschild erneut an und gewann die Nachwahl. 1850 konnte er schließlich seinen Platz im House of Commons einnehmen. Er weigerte sich, auf die Bibel zu schwören; seine Bitte nach einem Alten Testament wurde erfüllt. Als er jedoch die Worte „upon the true faith of a Christian“ ausließ, wurde er der Kammer verwiesen. 

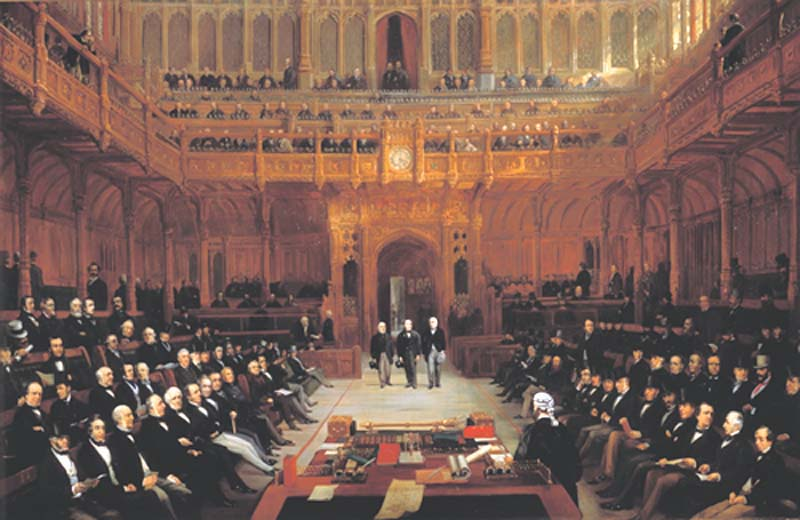
Henry Barrault: Lionel Nathan de Rothschild introduced in the House of Commons on 26 July 1858 by Lord John Russell and Mr Abel Smith, 1872.

Eine weitere Jewish Disabilities Bill scheiterte 1851 im House of Lords. 1852 gewann Rothschild wiederum einen Wahlkreis in London. Doch auch der nächste Gesetzesentwurf, der es ihm erlaubt hätte, seinen Parlamentssitz einzunehmen, scheiterte 1853. Erst 1858 ließ sich das House of Lords auf den Kompromiss ein, demzufolge jede der beiden Parlamentskammern über die Form des Eides zu befinden hat, den ihre jeweiligen Abgeordneten ablegen. So konnte Rothschild am 26. Juli 1858 endlich seinen Sitz einnehmen, da er die spezifisch christlichen Teile des Eides auslassen konnte.
Lionel de Rothschild wurde auf dem Willesden Jewish Cemetery im Nordlondoner Vorort Willesden beigesetzt.

## Familie
1836 heiratete Lionel de Rothschild seine Cousine Charlotte von Rothschild, die Tochter von Carl Mayer von Rothschild. Aus der Ehe gingen fünf Kinder hervor:
1. Leonora de Rothschild (1837–1911) ⚭ 1865 Ferdinand James Anselm de Rothschild (1839–1898);
2. Evelina de Rothschild (1839–1866) ⚭ 1857 Alphonse de Rothschild (1827–1905);
3. Nathan Mayer de Rothschild, 1. Baron Rothschild (1840–1915), wurde 1885 das erste jüdische Mitglied des House of Lords, ⚭ 1867 Emma Louise de Rothschild (1844–1935);
4. Alfred Charles de Rothschild (1842–1918);
5. Leopold de Rothschild (1845–1917) ⚭ 1881 Marie Perugia (1862–1937).

## Trivia
Sein Pferd „Sir Bevys“ gewann 1879 das Epsom Derby.